# Bureaux de poste français en Crète

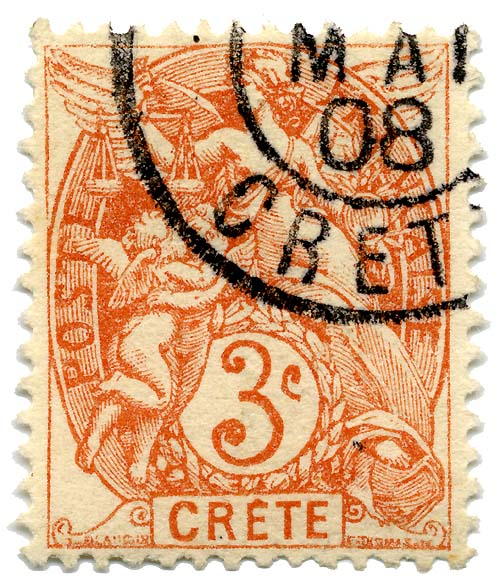
3 centimes Type Blanc, utilisé en mai 1908.

Les bureaux de poste français en Crète ont fait partie d'un ensemble de bureaux de poste gérés en Crète par des puissances étrangères dans les années 1900 après la rupture d'avec l'Empire Ottoman et avant son union avec la Grèce.
Six bureaux furent ouverts (Candie, La Canée, Hiepapatra, Rethymno, San Nicolo et Sitia) qui furent définitivement fermés le 31 décembre 1914.
La France a émis des timbres-poste en Crète en 1902 et 1903. Il s'agissait d'une première série de quatorze valeurs aux types Blanc (1c, 2c, 3c, 4c, 5c), Mouchon (10c, 15c, 20c, 25c, 30c) et Merson (40c, 50c, 1fr, 2fr, 5fr). En 1903, les Merson et le 25 centimes Mouchon furent surchargés avec leur valeur en piastres.